# Свято-Миколаївський храм (Стара Ігрень)
Свято-Миколаївський храм — у лівобережньому благочинні Дніпропетровська єпархія УПЦ розташований у Старій Ігрені на вул. Виробничій, 4-А; пам'ятка архітектури національного значення под охраним № 1079. Споруджено за проектом англійського архітектора Едуарда Блора, — архітектора Воронцовського палацу у Алупці, частково Букінгемського палацу й Віндзорського замку у Лондоні. Відомий вінчанням українського революціонера-анархіста Нестора Махна.

## Архітектура
Загальна композиція й декор храму характерні для романтичного напряму в архітектурі другої чверті XIX сторіччя, а Свято-Миколаївський храм є одним з останніх будівель романтичного стилю, що побудовані в Україні, й єдиною збереженою кам'яною спорудою періоду найбільшого розквіту Старої Ігрені.
Храм має невластивий православній церкві вигляд, що скоріше нагадує лютеранську кірху. Прямокутна цегляна будівля з квадратною шатровою дзвіницею з заходу. Невеликий купол у вигляді цибулини. Стіни з високими гостроверхими вікнами, близькими до готики. Такою оригінальною композицією будівля зобов'язана смакам свого Михайла Воронцова, що тяжів до романтизму в архітектурі, що нагадує його всесвітньо відому літню резиденцію — Воронцовський палац у Алупці.
Архітектор Едуард Блор за бажанням замовника спроектував його як поєднання мавританського стилю зі стилем пізньої англійської готики епохи Тюдор.
Розташовано храм на незначному підвищенні на колишній південній околиці Старої Ігрені, що нехарактерно для храмів, що зазвичай зводилися в центрі поселень. Будівля зведена з розрахунком, щоб висока дзвіниця добре проглядалася з акваторії Дніпра, вказуючи судам й плотам шлях у Ігренську затоку, що фактично грала роль маяка. Досі гостроверха дзвіниця староігренського храму добре помітна серед буйної рослинності на лівому березі у сонячну погоду з піднесених точок парку Шевченка та Монумента Слави на початку проспекту Яворницького.
За останнє десятиріччя архітектура храму святителя Миколи істотно трансформувалася. Кілька років тому шпиль дзвіниці оточили ще чотири маленькі позолочені главки. Крім цього, церква спочатку змінила зелений колір на синій, а потім на золотисто-жовтий з білим.

## Історія
Свято-Миколаївський храм було зведено у 1857 році стараннями власника цих засамарських земель фельдмаршала, генерал-губернатора Новоросійської губернії, графа Михайла Семеновича Воронцова.
1937 року храм було закрито, але з приходом німецького окупаційного війська у 1941 року богослужіння були відновлені. 1945 року за вимогами радянської окупаційної влади богослужіння в храмі відновлені повторно. 1970 року почалося відновлення храму. У 1984 року встановлено новий іконостас. Лише після 1991 року почали розписувати стіни, стелю й вся реконструкція набула масштабних розмірів.

## Духовенство
Почесний настоятель храма — протоієрей Костянтин Гладун; настоятель храма — протоієрей Павло Гладун.
У храма могила попереднього настоятеля храма архімандрита Серафима (Ольхового) (1906—2002)